# 明姓
明姓為中文姓氏之一，在《百家姓》中排名第111位。实际人数排名在中国姓氏249名左右，约34万人姓明，与虞、敖、巩、佘、池等姓人数相当，占中国人口约0.026%。明姓人口最多的省份是湖北省。朝鲜半岛和日本也有明姓人口分布。朝鲜半岛的明姓人口大多是明玉珍的后人，有六七万人。在日本則是排名5491位，约1800人用姓明。

## 起源
以山东陵县出土的明赍（东魏兴和三年即公元541年）、明湛（北齐天统五年即公元569年）的墓志铭为据，历代所编明氏宗谱多言明姓出自姬姓，以王父字为氏。据《通志‧氏族略‧以字为氏》所载，晋献公攻灭虞国，俘获虞公及百里奚，后百里奚为秦国大夫，生子孟明视，字孟明，其支孙以王父（祖父）的字「明」为氏。
一说明姓源于明保后裔鲁顷公子孙，鲁公亦为姬姓。但此说认为明姓始得姓于战国时期楚灭鲁（前249年，鲁绝祀）之后于今山东省，而不是前一说的春秋时期之秦国。
另有一些少数民族汉化姓选用明氏，如北魏孝文帝时期鲜卑斗眷氏族改为汉姓明氏，清朝蒙古族天文学和数学家明安图之宗族等。此外，琉球的第二尚氏取代第一尚氏后，尚德王的三子屋比久大屋子在乳母怀抱下逃回祖籍地佐敷，其后裔使用明氏。
明姓至今可溯最早的持续聚居地为今山东省临邑县德平镇的前明村和后明村，又称前明家村和后明家村。前后明家村据说有两千多年历史。
五代时期后汉隐帝时任工部侍郎明勉，对于现今中国明姓源流考具有重要地位。湖北明姓绝大部分(约97%)是明勉的后代子孙。全国而言，全部明姓人口的百分之四十二为其后人。明勉生于后唐庄宗同光二年（924年），在汉隐帝乾佑三年（950年）于湖北通山县日月池弃职归隐，卒于北宋太宗至道元年（995年）。明勉之夫人胡妙贞生于后唐明宗天成元年(926年)，卒于北宋太宗淳化元年(990年)。公妣合葬于湖北阳新县排市镇，至今墓前香火不断。明勉其后家谱记载现已长达四十世，但其之前的谱系尚无确定考据。

## 字辈
清嘉庆已巳年，湖北明勉后辈各宗派的字辈进行统一排列，廷字以下已一致。廷字辈之前有不一致情况。
自支派始祖明勉起（第一代），至“小”字辈为第九代。“小”字辈之后的字辈为：
- 小怠种产庆
- 正子永克升
- 显万学兴全
- 良师家士应
- 邦昌安道平
- 廷瑞振芳声
- 祖德同江浩
- 先功自汉新
- 根崇枝必达
- 泉浚坎皆盈
- 南北星庄远
- 匡扶雨惠匀
- 迪前俱寿富
- 述志并贤仁
- 抒翰词成玉
- 怀才席有珍
- 桂林联鼎甲
- 槐宇代冠绅
- 忠恕存心则
- 谦和保性程
- 云山传著作
- 象魏纪经纶
- 积善斯能久
- 芝兰定遇春

现今中国明氏人口辈分从此谱者大多居于「邦昌安道平，廷瑞振芳声，祖德同江浩」之辈分区间内，“祖”为最晚辈分。

## 延伸阅读
[在维基数据编辑]
 《百家姓》
 《欽定古今圖書集成·明倫彙編·氏族典·明姓部》，出自陈梦雷《古今圖書集成》